# Gur-e Dokhtar
Gur-e-Dokhtar (en persa: گور دختر‎, “tumba de la hija”, “tumba de la virgen”) es una tumba que data del siglo V a. C. Se encuentra en el valle de Bozpar, en la provincia de Bushehr (Irán).

## Arquitectura

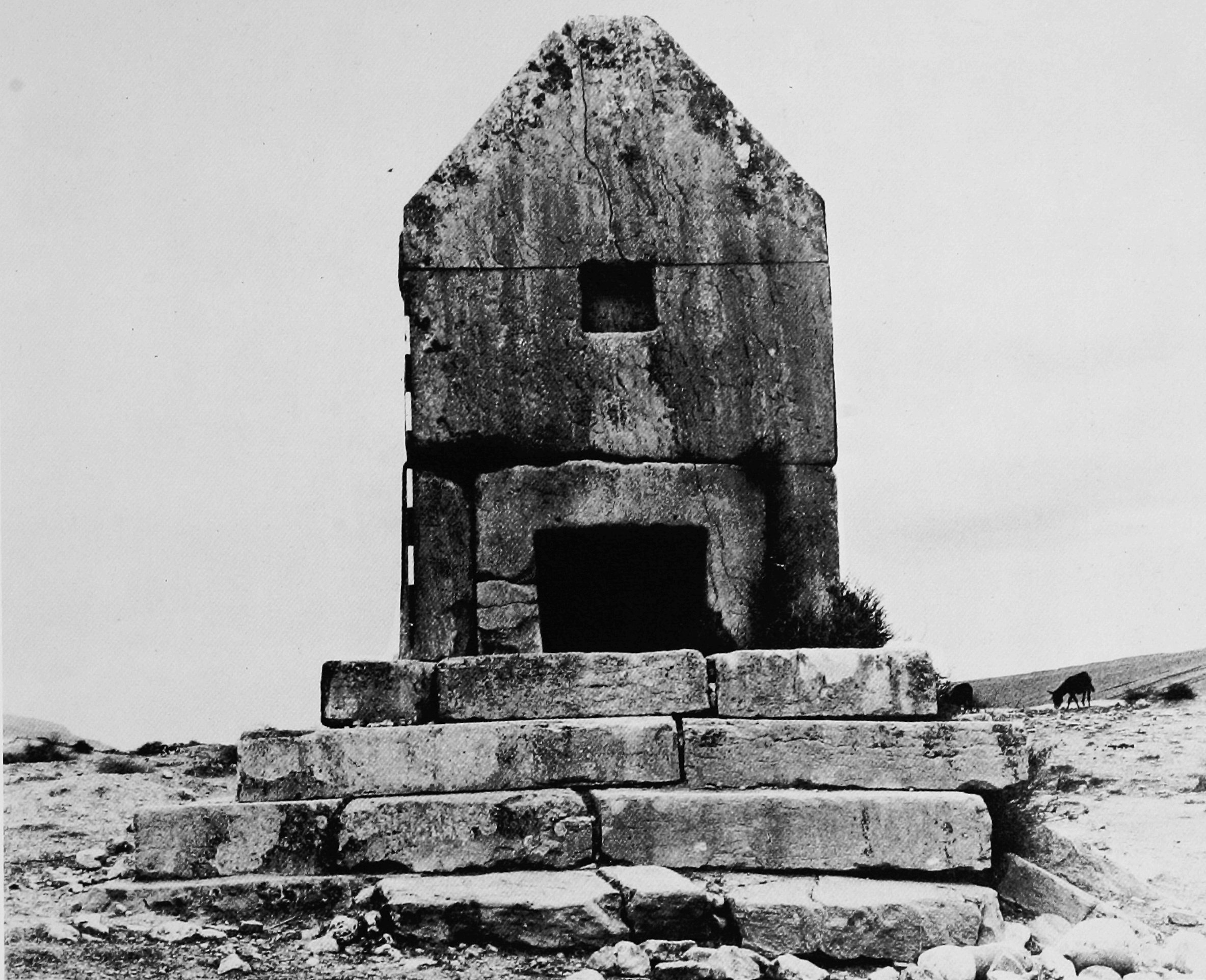
Gur-e Dokhtar, vista desde el norte.

Hecha de piedras cortadas de varios tamaños, consiste en una cámara funeraria con techo a dos aguas sobre una base de tres escalones, cada uno de ellos de unos 35 cm de altura. La cámara sepulcral rectangular, no muy grande, se abre a través de una puerta baja (67 cm de alto, 80 cm de ancho) situada en el lado norte y lo suficientemente grande como para albergar un sarcófago. El techo plano de la cámara funeraria está cubierto por una larga losa de piedra cóncava, similar a una bóveda, que originalmente estaba oculta a la vista externa por altas piedras a dos aguas en los extremos y por piedras más pequeñas que formaban un techo a dos aguas en los lados más largos. Un pequeño nicho  se puede ver en la parte superior de las paredes delantera y trasera.
Esta tumba es muy similar a la Tumba de Ciro el Grande en Pasargada, con una base escalonada, una cámara funeraria rectangular y un techo a dos aguas. La tumba de Bozpar, sin embargo, es notablemente más pequeña: solo 4,45 m de altura, con una base de 5,10 m de largo y 4,40 m de ancho. La cámara funeraria tiene 2,05 m de altura, 2,20 m de longitud y 1,55 m de ancho.

## Datación y destino
En 1962, Vanden Berghe sugirió que la tumba fue construida en el siglo VII a. C. y la atribuyó provisionalmente al abuelo de Ciro el Grande Ciro I.
Inicialmente se estuvo de acuerdo con esta temprana datación, pero más tarde se aceptaron las conclusiones de C.  Nylander, quien demostró, basándose en la forma de los agujeros de las ménsulas y en las avanzadas técnicas de unión de las superficies de piedra, que el edificio no podía haber sido erigido antes del siglo V a. C.
Esta datación posterior llevó a la atribución de la tumba por parte de A. Sh. Shahbazi a Ciro el Joven, que murió en la Batalla de Cunaxa en el año 401 a. C., y afirmar que fue erigido por su madre, la reina Parisátide.
Aparte de esto, hay otras hipótesis para las que se construyó la tumba, como: Atosa, Mandane, Teispes. 

## Galería

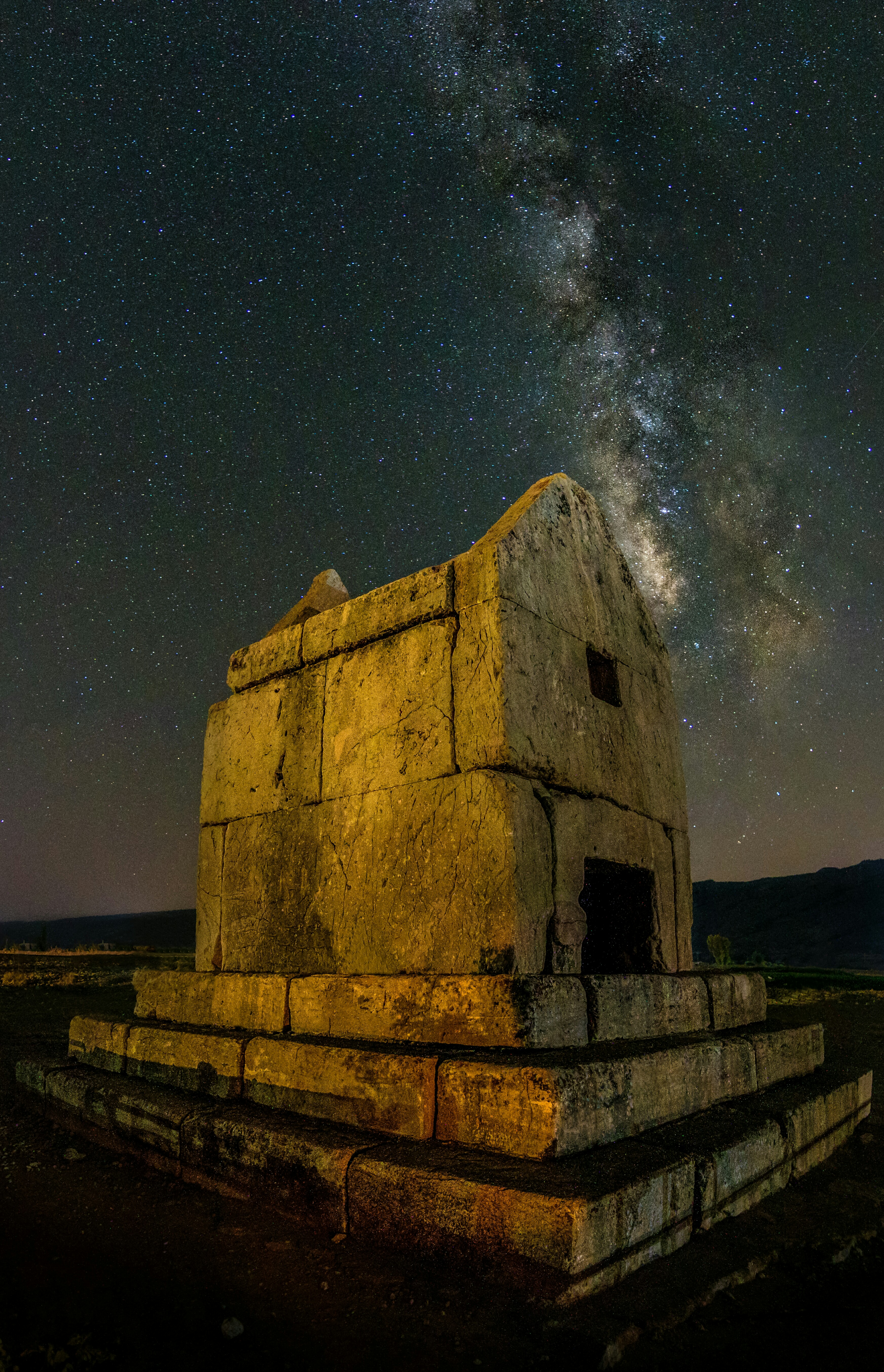
Gur-e-Dokhtar de noche
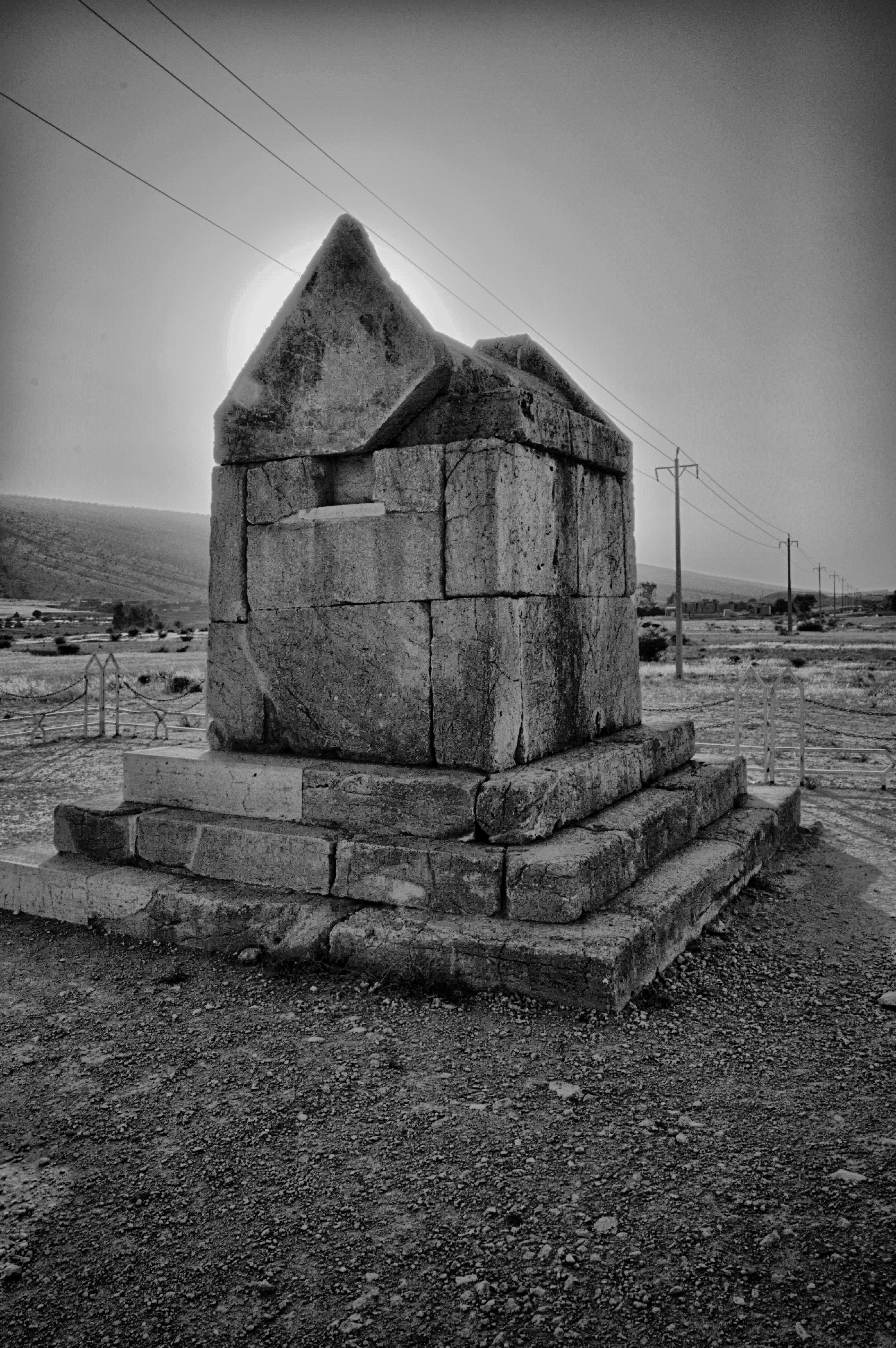
Gur-e-Dokhtar en blanco y negro
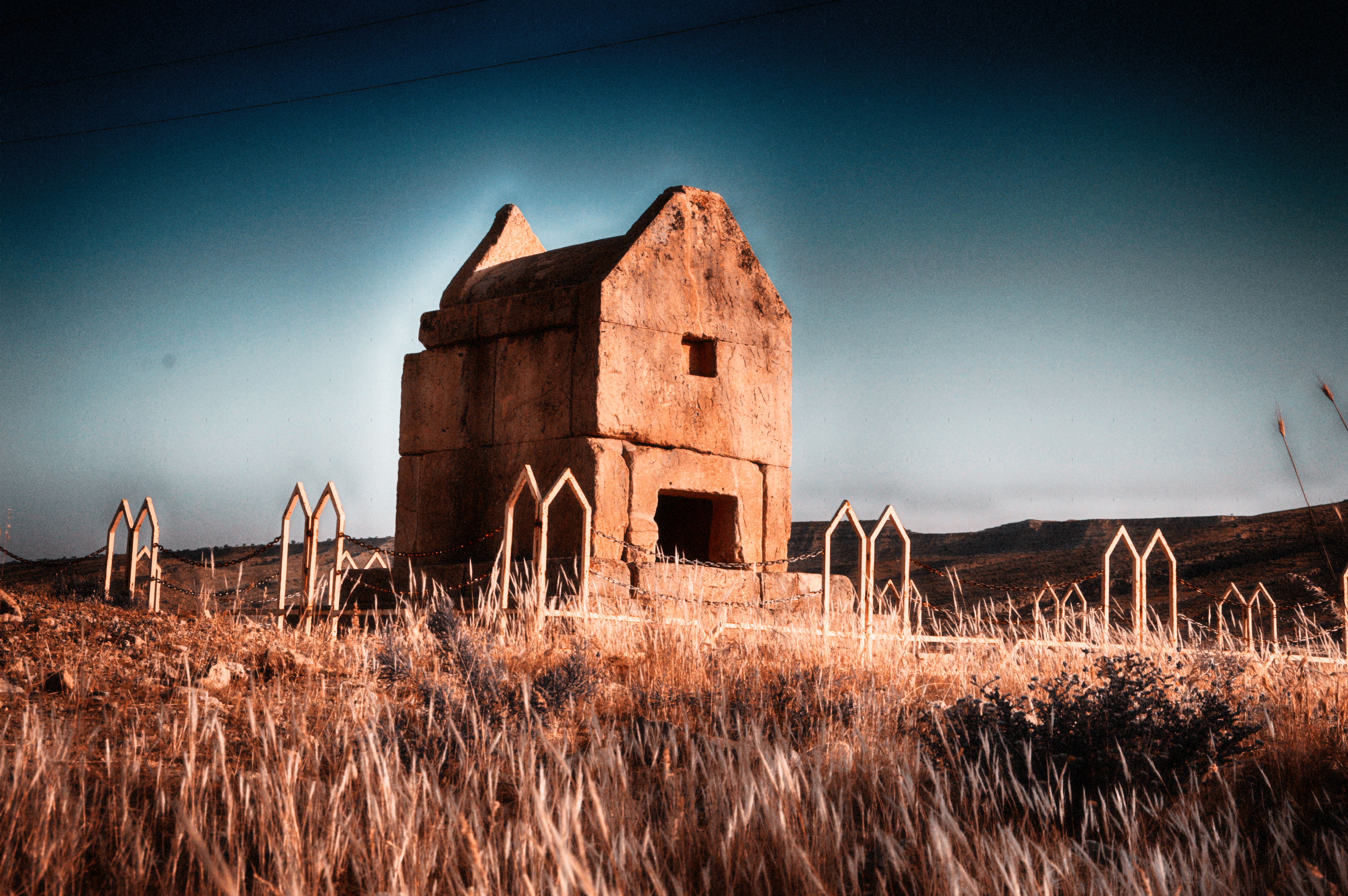
Gur-e-Dokhtar